# Brevet de technicien supérieur agricole - Viticulture et Œnologie
Le brevet de technicien supérieur agricole en viticulture et œnologie est un diplôme post-baccalauréat qui se prépare en deux ans dans un établissement agricole. Il peut être abrégé en BTSA VO, BTS VO, ou BTS Viti-Œno.
C'est l'homologue d'un brevet de technicien supérieur, mais dépendant du ministère de l’Agriculture. Il fait partie du cursus de formation en viticulture-œnologie.

## Historique
Basé sur le BTSA, le décret général de 1989 ne définit qu'une option.
La formation à part entière est créée avec l'arrêté du 5 août 1994, fixant les conditions de délivrance du brevet de technicien supérieur agricole, option Viticulture-œnologie.
La formation a été réformée en 2009 pour intégrer des enseignements sur la viticulture durable.

## L’enseignement
L’enseignement comporte l’originalité d’être divisé en deux parties :
- L’enseignement général, identique pour tous les BTSA ;
- L’enseignement scientifique et technique, spécifique à chaque filière.

### L’enseignement général
L’enseignement général a pour but de préparer le futur technicien supérieur agricole au contexte professionnel auquel il va être confronté. Les matières enseignées sont les suivantes :
- Langue vivante ;
- Français ;
- Éducation Socio-Culturelle ;
- Économie ;
- Informatique ;
- Mathématiques ;
- Documentation.

L'éducation physique et sportive (EPS) fait l'objet d'une option obligatoire.

### L’enseignement scientifique et technique
Les domaines étudiés sont caractéristiques du BTSA en viticulture et œnologie :
- Pilotage du système d'exploitation ;
- Insertion dans un réseau de partenaires ;
- Management d'équipe ;
- Gestion économique et administrative ;
- Gestion du vignoble ;
- Vinification ;
- Commercialisation.

## Établissements dispensant la formation

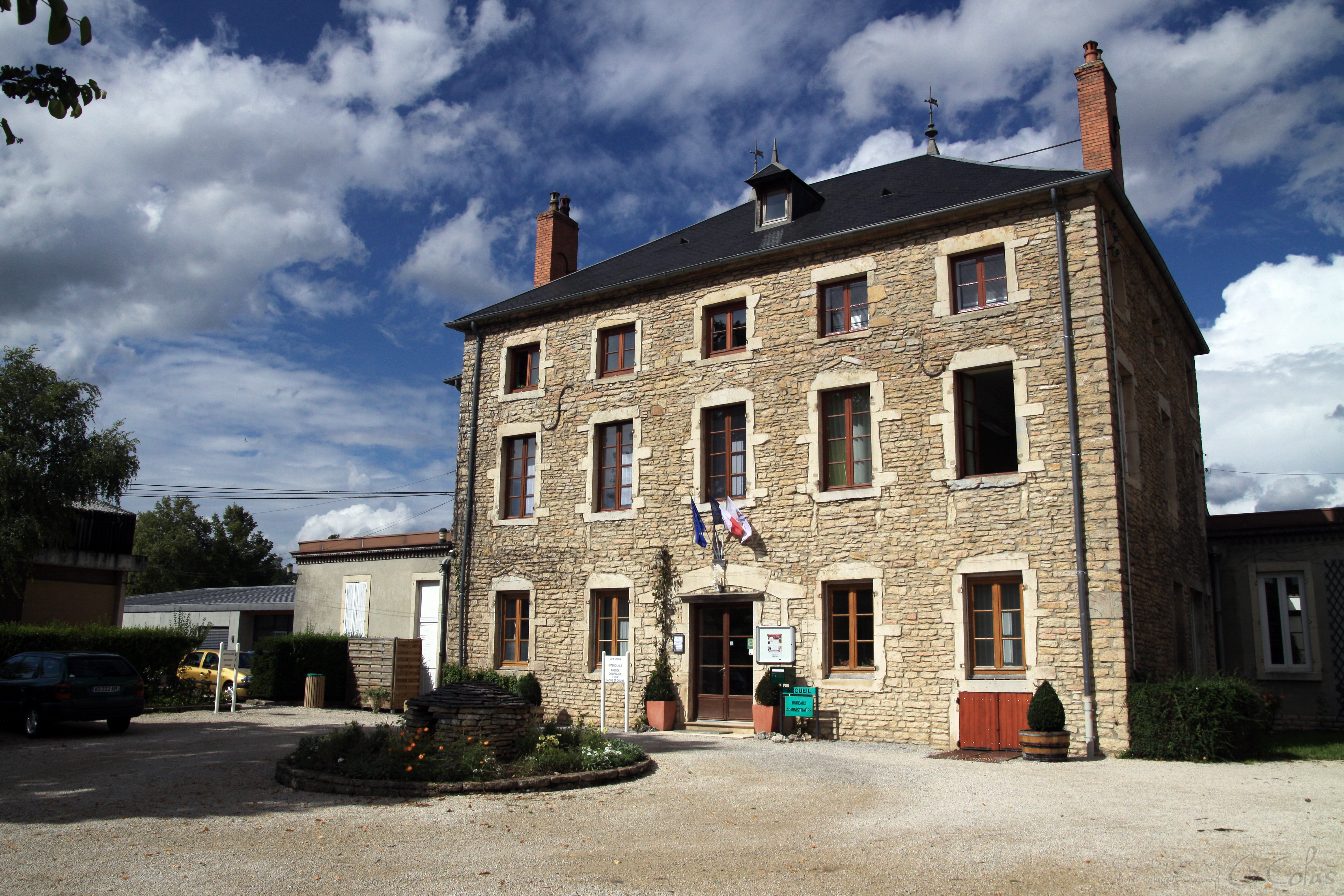
Lycée Viticole de Beaune La Viti

Le BTSA en viticulture et œnologie est dispensé dans plusieurs lycées agricoles de France,:
- Lycée viticole d'Amboise
- Lycée viticole d’Angoulême
- Lycée viticole d'Avignon
- Lycée viticole d'Avize, en Champagne
- Lycée viticole d'Hyères
- Lycée viticole d'Orange
- Lycée viticole de Beaune, « La Viti »
- Lycée viticole de Bel Air (LPA Bel Air), Belleville-en-Beaujolais
- Lycée viticole de Belleville-sur-Saône
- Lycée viticole de Bordeaux Blanquefort
- Lycée viticole de Carcassonne
- Lycée viticole de Davayé
- Lycée viticole de Gionges
- Lycée viticole de Libourne Montagne
- Lycée viticole de Montbazillac
- Lycée viticole de Montmorot, Jura
- Lycée viticole de Montreuil Bellay
- Lycée viticole de Nîmes
- Lycée viticole de Périgueux
- Lycée viticole de Riscles
- Lycée viticole de Rouffach
- Lycée viticole de Saint Pouange
- Lycée viticole de Sainte Livarde Montardon
- Lycée viticole de Tours Fondette
- Lycée viticole de l'Hérault, à Montpellier
- Lycée viticole de la Tour Blanche

## Admission et inscription
Pour pouvoir préparer un BTSA en viticulture et œnologie par la voie de l’apprentissage, il faut détenir un diplôme de niveau IV et avoir un maître d’apprentissage. Le dossier d’admission comprend les notes de première et de terminale, ainsi qu’un entretien de motivation noté.
L’inscription se fait alors au CFA, qui étudie le dossier et informe le candidat de sa décision. Les modalités d’inscriptions sont à réaliser sur le site du gouvernement Parcoursup,.

## Débouchés
Tout comme son homologue de l'éducation nationale, le BTSA en viticulture et œnologie est destiné à l'entrée dans la vie active, et atteste d’une véritable qualification professionnelle. La formation se fait sur 2 ans.
Ce diplôme de niveau III au RNCP ouvre des débouchés dans la production viticole ou vinicole. Ainsi, les diplômés peuvent prendre la responsabilité d’une entreprise viticole. Ils peuvent encore exercer une fonction de technicien supérieur salarié sur une exploitation ou en laboratoire, une fonction de commercial pour les produits viti-vinicoles, et dans les secteurs annexes au monde viticole.

## Poursuites d’études
Une poursuite d'études peut être envisagée :
- Il est possible d’obtenir une équivalence à Bac +1 ou +2 et de poursuivre ses études en université, en licence, pour poursuivre ses études dans le système universitaire (Licence, Master, Doctorat). Il existe pour cela des licences spécifiques faisant office de passerelle pour rejoindre le diplôme national d’œnologue, telles que les licences 3 « Prépa DNO » à Montpellier[10] ou « Science de la vigne » à Dijon[11], etc.
- Des licences professionnelles ouvre par ailleurs de nombreuses possibilités de spécialisation en 1 an après le BTSA en viticulture et œnologie.
- Après l'obtention d’un BTSA en viticulture et œnologie, il est également possible de préparer un second BTS en un an, comme le BTS de technico-commercial en vins et spiritueux.
- Enfin, le technicien supérieur agricole peut intégrer une classe préparatoire aux grandes écoles post-BTS/BTSA/DUT en un an, qui permet de se préparer aux concours d’admission aux écoles d’ingénieurs agronomes (BENITA, ENSA).

### Traduction
- (en) Higher Technician Certificate in viticulture and œnology
- (en) Advanced Technician Certificate in viticulture and œnology